# Livrea
La livrea è l'insieme dei colori e dei disegni della pelle, del pelo o del piumaggio di tutti gli animali.
Tale colorazione si è sviluppata con l'evoluzione, rispondendo unicamente ai seguenti obiettivi, importantissimi per la sopravvivenza:
- il mimetismo
- il dimorfismo sessuale e quindi la riproduzione
- la segnalazione
- l'emulazione

Tuttavia il raggiungimento degli obiettivi di sopravvivenza della specie non sempre si è sviluppato parallelamente: nella maggioranza degli animali la livrea ha come scopo primario il mimetismo. Tuttavia in un gran numero di animali invece avviene l'esatto opposto: il mimetismo viene sacrificato a favore del dimorfismo sessuale (solitamente dal maschio) o della segnalazione di pericolo agli eventuali predatori.

## Mimetismo
Il mimetismo consiste nel confondere il proprio corpo con l'ambiente circostante a scopo di difesa passiva o di predazione. In entrambi i casi ha come scopo principale la sopravvivenza dell'individuo. Molti animali presentano quindi colori e forme che ben si adattano a mimetizzarli con foglie, fiori e rami. Particolarmente bravi in questo campo, gli insetti comprendono tra le loro innumerevoli insetti-foglia, insetti stecco, mantidi e farfalle simili a fiori. Le specie appartenenti ai mammiferi presentano solitamente caratteristiche mimetiche, necessarie alla sopravvivenza e quindi anche le livree meno appariscenti, seppure con qualche eccezione: i mandrilli sono gli unici mammiferi che riescono a sintetizzare il colore blu, nella pelle del naso.

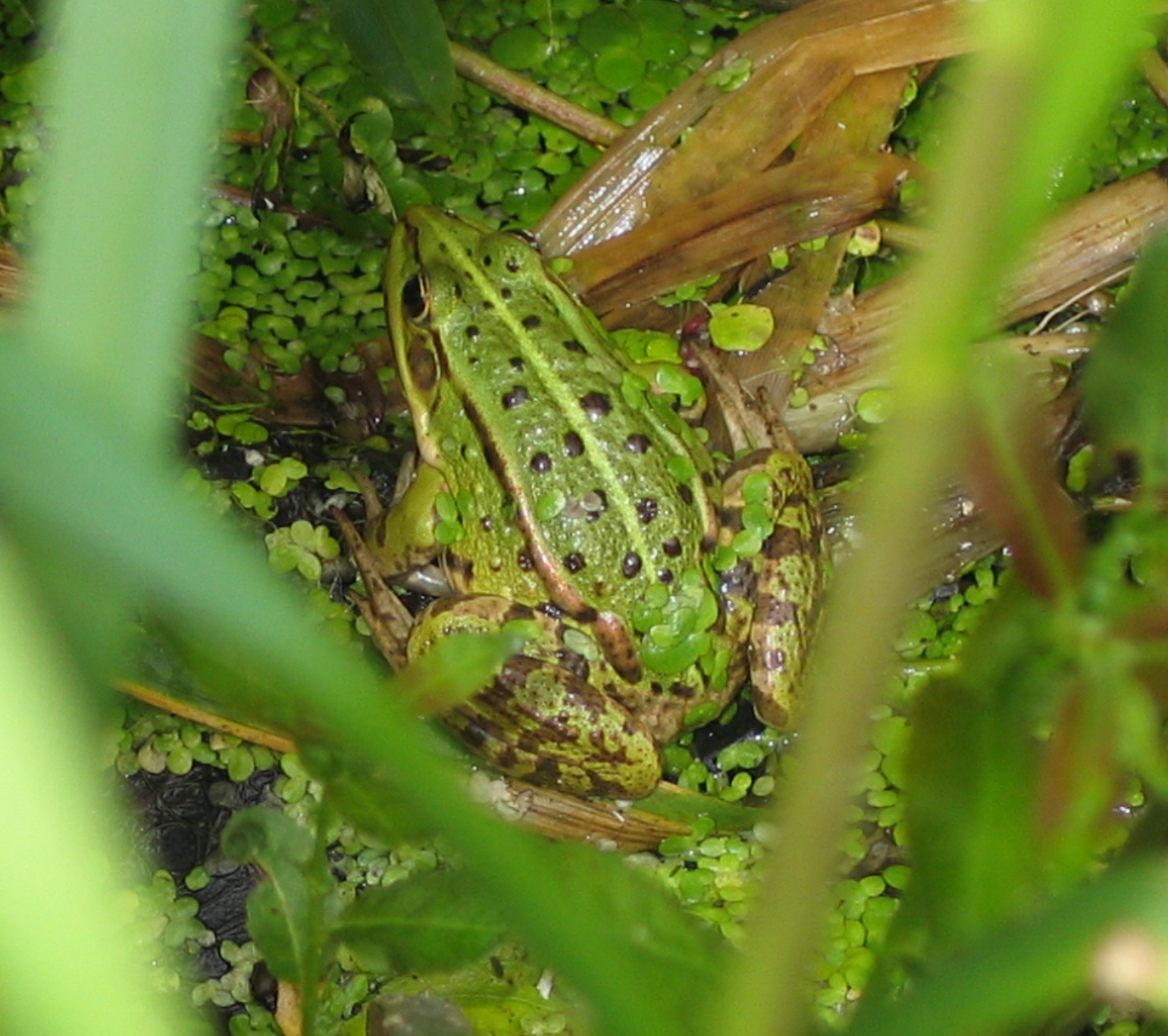
Pelophylax lessonae mimetizzata
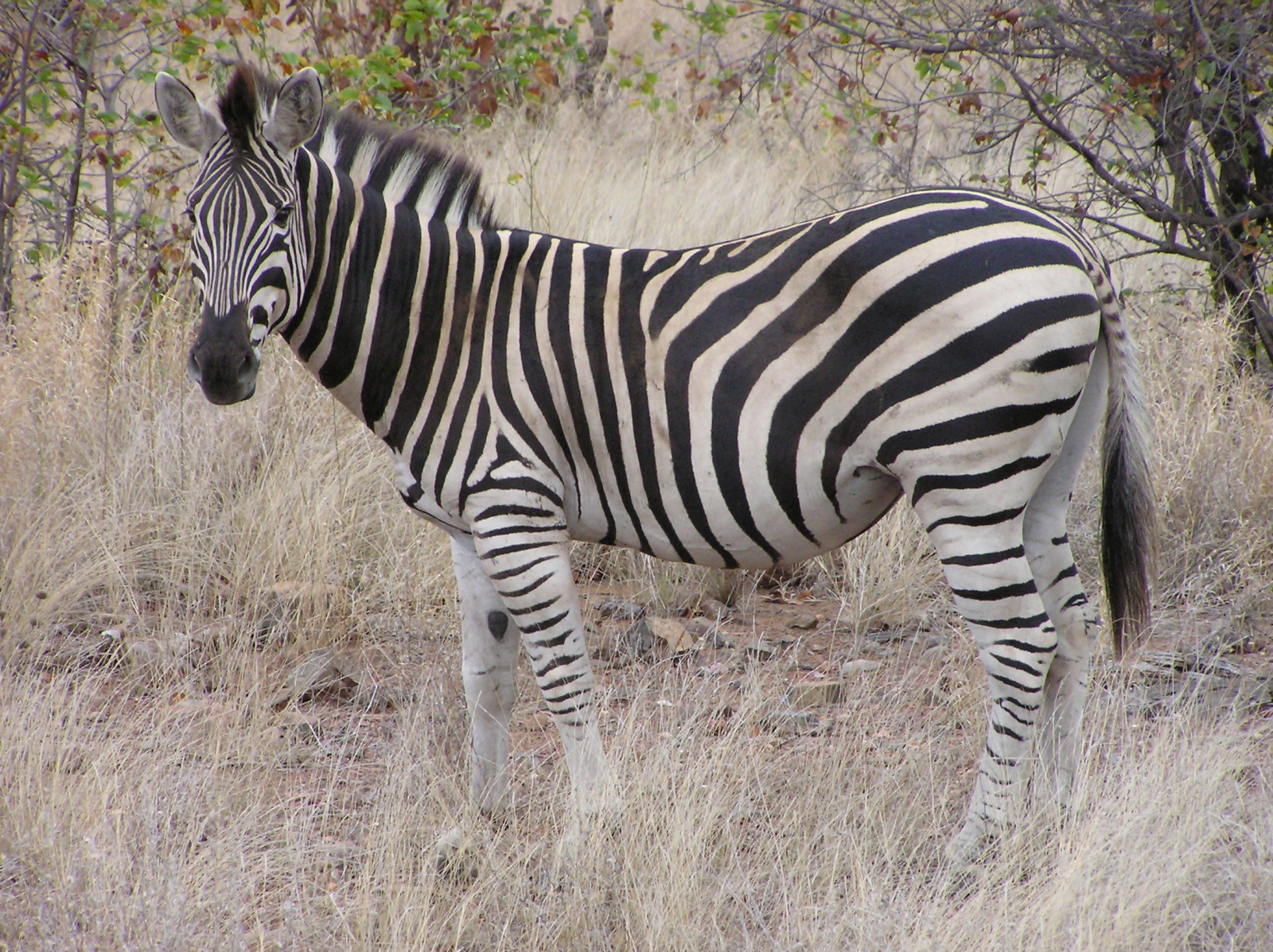
Una zebra: la livrea ha scopo difensivo in gruppo, poiché risulta difficile al predatore distinguere i singoli individui

## Dimorfismo sessuale
Elemento caratterizzante la livrea di moltissime specie, soprattutto nei pesci e negli uccelli, il dimorfismo sessuale ha come obiettivo la differenziazione delle livree maschili e femminili. La livrea maschile diventa strumento di seduzione e pertanto deve accattivarsi le attenzioni della femmina. Ecco quindi che l'evoluzione ha dotato i maschi di pinne, penne o piume dalle forme più svariate e dai colori più accesi: una livrea in buone condizioni comunica alla femmina un buon pacchetto genetico da tramandare ai figli e quindi maggiori possibilità di sopravvivenza per la prole.

## Segnalazione
Molte specie animali utilizzano la livrea come segnalazione di pericolo o di minaccia, solitamente con lo scopo di distogliere l'attenzione dei predatori.
Questo avviene con la presenza in alcune parti del corpo di macchie simili ad occhi di predatori (alcune specie di farfalle e di pesci) o con colorazioni appariscenti vistose e facilmente riconoscibili, che permettono ai predatori di riconoscere l'animale e, magari ricordandosi di passate esperienze, evitare di finire avvelenato o con fastidiosi sapori in bocca. È questo il caso di molti anfibi tropicali, di alcuni serpenti e di molti insetti.

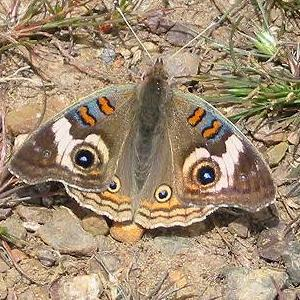
Junonia coenia, farfalla americana, presenta macchie che sembrano occhi di civette, per ingannare i piccoli uccelli di cui è preda.
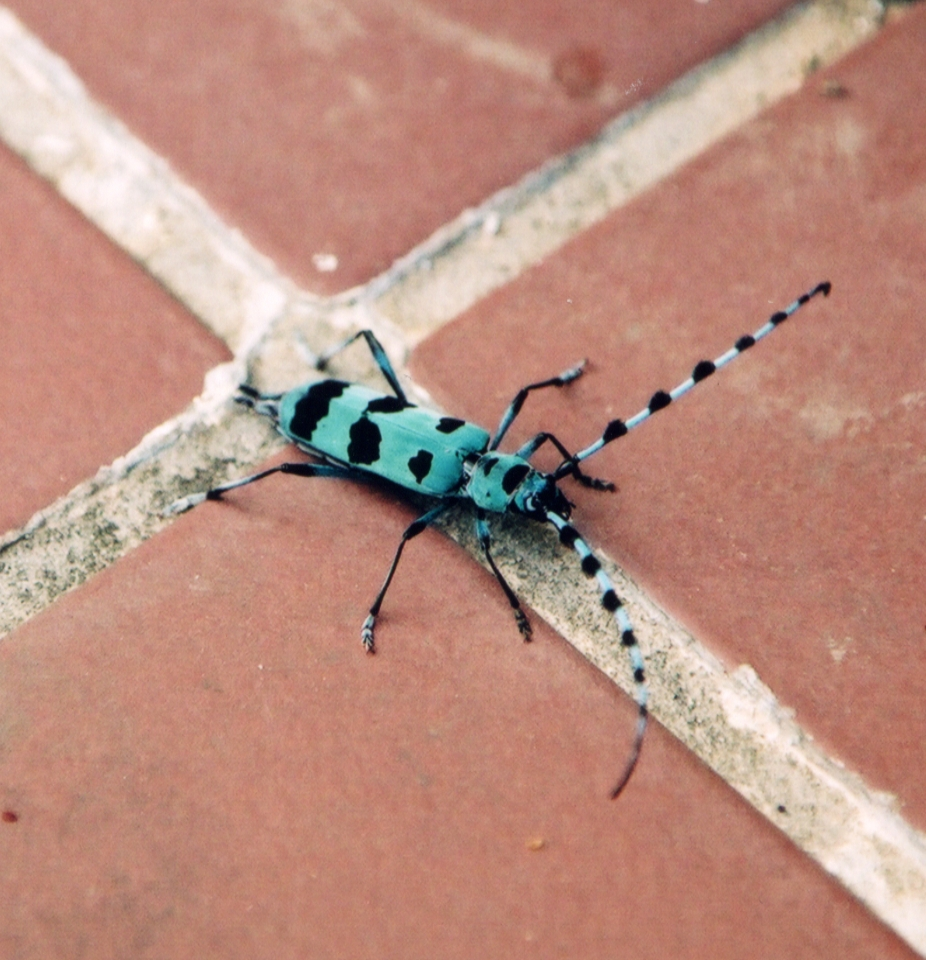
Rosalia batesi, insetto asiatico, con la sua livrea nerazzurra. Sembra abbia un pessimo sapore, amaro intenso.
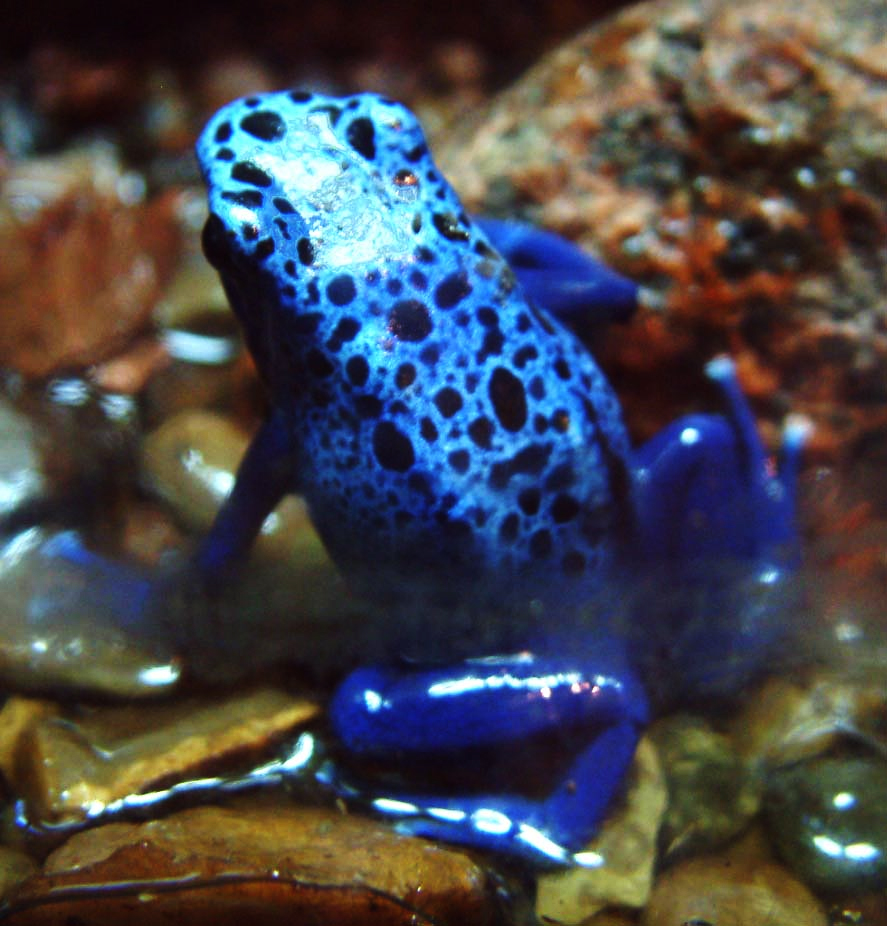
Dendrobates tinctorius, raganella sudamericana.
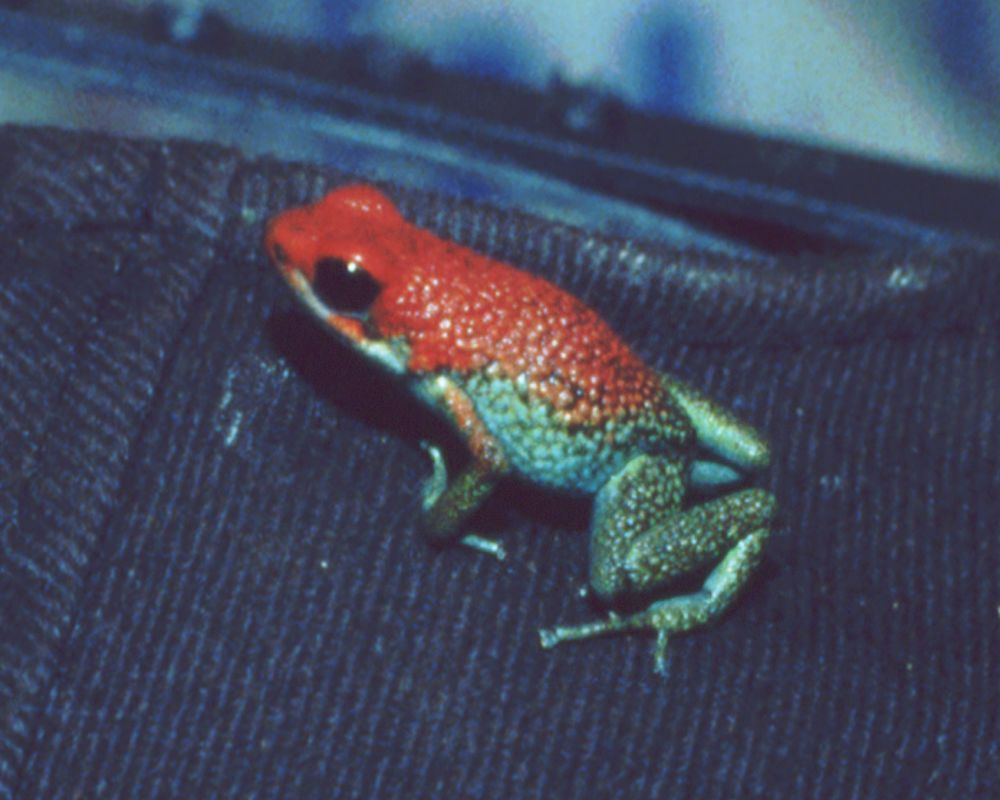
Oophaga granulifera, un'altra raganella sudamericana.

## Emulazione
Alcuni animali tendono ad assumere livree simili ad altre specie, magari pericolose, per ottenere gli stessi benefici di sopravvivenza. Esempi lampanti sono il falso corallo, un mite serpente americano che ha "copiato" la livrea del vero serpente corallo e la Volucella bombo, una mosca che assomiglia verosimilmente alle api.